# Scoloposcorpionidae
Famille
Les Scoloposcorpionidae sont une famille fossile de scorpions.

## Distribution
Les espèces de cette famille ont été découvertes en Écosse. Elles datent du Carbonifère.

## Liste des genres
Selon World Spider Catalog 20.5 :
- † Benniescorpio Wills, 1960
- † Scoloposcorpio Kjellesvig-Waering, 1986

## Publication originale
- (en) Erik Norman Kjellesvig-Waering, « A restudy of the fossil Scorpionida of the World », Palaeontographica Americana, 1986, vol. 55, p. 5-287.